# بي جاي أبوت
بي جاي أبوت (بالإنجليزية: P. J. Abbott)‏ هو سائق سيارة سباق ومهندس أمريكي، ولد في 28 مايو 1964 في بلومنغتون في الولايات المتحدة.

## وصلات خارجية
- بي. جيه. أبوت على موقع Racing-Reference.info (الإنجليزية)